# Marrakech Express
Marrakech Express è un film italiano del 1989 diretto da Gabriele Salvatores. La sceneggiatura è giunta finalista al Premio Solinas 1987.
Insieme a Mediterraneo, Turné e Puerto Escondido, forma la cosiddetta "tetralogia della fuga" di Salvatores, film nei quali domina il tema della fuga dalla realtà.

## Trama
(Proverbio arabo nella didascalia iniziale del film)
Marco, un giovane ingegnere, riceve a Milano la visita di Teresa, una sconosciuta che si presenta come la fidanzata di Rudy, un suo compagno di università che non vede da tempo, e che gli chiede in prestito 30 milioni di lire. È l'unico modo per salvare dalla galera Rudy, che rischia 20 anni di reclusione per detenzione di hashish a Marrakech, in Marocco. I soldi servono per corrompere un giudice, ma Marco, che non dispone di quella somma, decide di radunare i vecchi amici della comitiva dell'università: Maurizio Ponchia, Paolino e Cedro.
Nonostante i molti dubbi e le perplessità, gli amici alla fine decidono di partire alla volta del Marocco con la somma necessaria a salvare Rudy. Comincia così l'avventuroso viaggio alla volta di Marrakech, a bordo della fuoristrada Mercedes messa a disposizione da Ponchia.
Fra molti imprevisti e rocambolesche avventure, il gruppo riesce a giungere a destinazione, ma i quattro scoprono che i soldi non servivano per il rilascio dell'amico dal carcere, bensì per comprare una trivella che sarebbe servita a trovare acqua in un'oasi del deserto, per coltivare arance.
Tuttavia il lungo viaggio, l'esperienza vissuta, la riunione dopo molti anni dell'antico gruppo di amici, non passano senza conseguenze sui protagonisti e sui loro rapporti. Paolino e Cedro, che da anni non si rivolgevano parola per questioni di gelosia (Paolino ha sposato Elena, la ex di Cedro, che per ripicca si è presentato al matrimonio e lo ha malmenato), ritrovano l'amicizia; Ponchia, commerciante di auto, all'inizio ostenta un forte individualismo e sembra il più scettico e caustico nei confronti degli altri amici e dell'impresa progettata, ma si ritrova alla fine a essere il più attaccato al gruppo e il più entusiasta della ritrovata amicizia; viceversa Marco, l'entusiastico organizzatore del viaggio, che all'inizio addirittura fatica per convincere gli altri a seguirlo, si riscopre invece il più deluso dalla sorpresa finale, rendendosi conto che dopo tanti anni tutti loro sono ormai irrimediabilmente cambiati, e che non sarà più possibile rivivere la stessa amicizia degli anni giovanili.

## Produzione
Il film è tratto da una sceneggiatura (finalista del Premio Solinas) scritta da Carlo Mazzacurati, Umberto Contarello ed Enzo Monteleone. Inizialmente Mazzacurati avrebbe dovuto dirigere il film, poi il progetto passò a Luciano Manuzzi e, infine, a Salvatores.

## Colonna sonora
La colonna sonora è  basata su brani del chitarrista blues italiano Roberto Ciotti. I brani scelti, come No More Blue (tema principale del film) e Sweet Paradise, sottolineano l'atmosfera "on the road" della vicenda. Nel film inoltre sono state inserite canzoni italiane, come La leva calcistica della classe '68 di Francesco De Gregori, o L'anno che verrà di Lucio Dalla, funzionali per evocare l'epoca in cui i protagonisti vivevano la loro amicizia giovanile.

## Riferimenti
- Il film ha molti elementi in comune con Il grande freddo (1983), come ad esempio la riunione degli amici dopo molto tempo, Chloe, la fidanzata dell'amico che non c'è (con la quale Michael tenta ogni approccio, proprio come fa Diego Abatantuono).
- La scena della partita a pallone è stata ripresa dal trio Aldo, Giovanni e Giacomo in due loro film: Tre uomini e una gamba (1997) e Odio l'estate (2020).
- In una scena Cedro afferma di essersi ritirato in solitudine su una montagna, per scrivere della sua vita, dopo aver letto Angeli di desolazione (1965) di Jack Kerouac; ma, da parte sua, con scarsi risultati.
- Mentre si trovano nel deserto di Almería, in Spagna, durante una sosta forzata alla ricerca di benzina per l'auto rimasta a secco, i protagonisti si ritrovano fra le scenografie di un villaggio western, con citazioni di Per un pugno di dollari (1964) e Il buono, il brutto, il cattivo (1966).